# فورت ديويس (تكساس)
فورت ديويس (بالإنجليزية: Fort Davis, Texas)‏ هي أماكن مخصصة للتعداد تقع في الولايات المتحدة في مقاطعة جيف ديفيس (تكساس). يقدر عدد سكانها بـ 1,201 نسمة ومساحتها 14.5 كم2 وترتفع عن سطح البحر 1,491 متر.

## التركيبة السكانية
حدّد مكتب تعداد الولايات المتحدة بيانات التركيبة السكانية لفورت ديويس في تعداد الولايات المتحدة. في ما يلي، التركيبة السكانية حسب تعدادي 2000 و2010.

### تعداد عام 2000
بلغ عدد سكان فورت ديويس 1,050 نسمة بحسب تعداد عام 2000، وبلغ عدد الأسر 415 أسرة وعدد العائلات 299 عائلة مقيمة في المنطقة السكنية. في حين سجلت الكثافة السكانية 40.2 نسمة لكل كيلومتر مربع (104.1/ميل2). وبلغ عدد الوحدات السكنية 525 وحدة بمتوسط كثافة قدره 20.1 لكل كيلومتر مربع (52.1/ميل2).
وتوزع التركيب العرقي للمنطقة السكنية بنسبة 88.29% من البيض و0.19% من الأمريكيين الأفارقة و0.48% من الأمريكيين الأصليين و7.62% من الأعراق الأخرى و3.43% من عرقين مختلطين أو أكثر و49.33% من الهسبانيون أو اللاتينيون من أي عرق.
بلغ عدد الأسر 415 أسرة كانت نسبة 35.4% منها لديها أطفال تحت سن الثامنة عشر تعيش معهم، وبلغت نسبة الأزواج القاطنين مع بعضهم البعض 57.6% من أصل المجموع الكلي للأسر، ونسبة 10.6% من الأسر كان لديها معيلات من الإناث دون وجود شريك، بينما كانت نسبة 3.9% من الأسر لديها معيلون من الذكور دون وجود شريكة وكانت نسبة 28% من غير العائلات. تألفت نسبة 24.3% من أصل جميع الأسر من عدة أفراد يعيشون في نفس المنزل ونسبة 9.9% كانت تتألف من شخص يعيش بمفرده يبلغ من العمر 65 عاماً أو أكثر. وبلغ متوسط حجم الأسرة المعيشية 2.53، أما متوسط حجم العائلات فبلغ 3.02.
بلغ العمر الوسطي للسكان 39.2 عاماً. وكانت نسبة 24.7% من القاطنين تحت سن الثامنة عشر، وكانت نسبة 7.4% بين الثامنة عشر والرابعة والعشرين عاماً، ونسبة 26.9% كانت واقعةً في الفئة العمرية ما بين الخامسة والعشرين والرابعة والأربعين عاماً، ونسبة 25.4% كانت ما بين الخامسة والأربعين والرابعة والستين، ونسبة 15.6% كانت ضمن فئة الخامسة والستين عاماً فما فوق. يوجد لكل 100 أنثى 102.3 ذكر، ويوجد لكل 100 أنثى في الثامنة عشر من عمرها فما فوق 97.3 ذكر.
بلغ متوسط دخل الأسرة في المنطقة السكنية 25,882 دولارًا، أما متوسط دخل العائلة فبلغ 27,955 دولارًا. وكان متوسط دخل الذكور 22,500 دولارًا مقابل 20,000 دولارًا للإناث. وسجل دخل الفرد الخاص بالمنطقة السكنية 14,249 دولارًا. وكانت نسبة 20.7% من العائلات ونسبة 21.6% من السكان تحت خط الفقر، وكان من هؤلاء نسبة 26.3% تحت سن الثامنة عشر ونسبة 26% في الخامسة والستين من العمر وما فوق.

### تعداد عام 2010
بلغ عدد سكان فورت ديويس 1,201 نسمة بحسب تعداد عام 2010، وبلغ عدد الأسر 511 أسرة وعدد العائلات 335 عائلة مقيمة في المنطقة السكنية. في حين سجلت الكثافة السكانية 46 نسمة لكل كيلومتر مربع (119.1/ميل2). وبلغ عدد الوحدات السكنية 672 وحدة بمتوسط كثافة قدره 25.7 لكل كيلومتر مربع (66.6/ميل2).
وتوزع التركيب العرقي للمنطقة السكنية بنسبة 88.68% من البيض و0.92% من الأمريكيين الأفارقة و0.75% من الأمريكيين الأصليين و7.83% من الأعراق الأخرى و1.83% من عرقين مختلطين أو أكثر و47.88% من الهسبانيون أو اللاتينيون من أي عرق.
بلغ عدد الأسر 511 أسرة كانت نسبة 27.6% منها لديها أطفال تحت سن الثامنة عشر تعيش معهم، وبلغت نسبة الأزواج القاطنين مع بعضهم البعض 53.4% من أصل المجموع الكلي للأسر، ونسبة 8.4% من الأسر كان لديها معيلات من الإناث دون وجود شريك، بينما كانت نسبة 3.7% من الأسر لديها معيلون من الذكور دون وجود شريكة وكانت نسبة 34.4% من غير العائلات. تألفت نسبة 30.9% من أصل جميع الأسر من عدة أفراد يعيشون في نفس المنزل ونسبة 13.9% كانت تتألف من شخص يعيش بمفرده يبلغ من العمر 65 عاماً أو أكثر. وبلغ متوسط حجم الأسرة المعيشية 2.35، أما متوسط حجم العائلات فبلغ 2.93.
بلغ العمر الوسطي للسكان 47.5 عاماً. وكانت نسبة 22.1% من القاطنين تحت سن الثامنة عشر، وكانت نسبة 5.4% بين الثامنة عشر والرابعة والعشرين عاماً، ونسبة 18.3% كانت واقعةً في الفئة العمرية ما بين الخامسة والعشرين والرابعة والأربعين عاماً، ونسبة 34.6% كانت ما بين الخامسة والأربعين والرابعة والستين، ونسبة 19.6% كانت ضمن فئة الخامسة والستين عاماً فما فوق. وتوزع التركيب الجنسي للسكان بنسبة 49.1% ذكور و50.9% إناث.

## المناخ
يظهر الجدول التالي التغييرات المناخية على مدار السنة لفورت ديويس:
| البيانات المناخية لـفورت ديويس                                     | البيانات المناخية لـفورت ديويس | البيانات المناخية لـفورت ديويس | البيانات المناخية لـفورت ديويس | البيانات المناخية لـفورت ديويس | البيانات المناخية لـفورت ديويس | البيانات المناخية لـفورت ديويس | البيانات المناخية لـفورت ديويس | البيانات المناخية لـفورت ديويس | البيانات المناخية لـفورت ديويس | البيانات المناخية لـفورت ديويس | البيانات المناخية لـفورت ديويس | البيانات المناخية لـفورت ديويس | البيانات المناخية لـفورت ديويس |
| الشهر                                                              | يناير                          | فبراير                         | مارس                           | أبريل                          | مايو                           | يونيو                          | يوليو                          | أغسطس                          | سبتمبر                         | أكتوبر                         | نوفمبر                         | ديسمبر                         | المعدل السنوي                  |
| ------------------------------------------------------------------ | ------------------------------ | ------------------------------ | ------------------------------ | ------------------------------ | ------------------------------ | ------------------------------ | ------------------------------ | ------------------------------ | ------------------------------ | ------------------------------ | ------------------------------ | ------------------------------ | ------------------------------ |
| الدرجة القصوى °ف (°م)                                              | 81 (27)                        | 85 (29)                        | 90 (32)                        | 97 (36)                        | 102 (39)                       | 107 (42)                       | 103 (39)                       | 101 (38)                       | 101 (38)                       | 100 (38)                       | 95 (35)                        | 79 (26)                        | 107 (42)                       |
| متوسط درجة الحرارة الكبرى °ف (°م)                                  | 60.8 (16.0)                    | 64.4 (18.0)                    | 71.3 (21.8)                    | 78.9 (26.1)                    | 85.8 (29.9)                    | 90.3 (32.4)                    | 88.4 (31.3)                    | 87.4 (30.8)                    | 83.2 (28.4)                    | 76.9 (24.9)                    | 67.5 (19.7)                    | 60.6 (15.9)                    | 76.3 (24.6)                    |
| المتوسط اليومي °ف (°م)                                             | 44.8 (7.1)                     | 48.1 (8.9)                     | 54.3 (12.4)                    | 62.0 (16.7)                    | 69.6 (20.9)                    | 75.3 (24.1)                    | 75.2 (24.0)                    | 74.2 (23.4)                    | 69.3 (20.7)                    | 61.3 (16.3)                    | 51.7 (10.9)                    | 45.2 (7.3)                     | 60.9 (16.1)                    |
| متوسط درجة الحرارة الصغرى °ف (°م)                                  | 28.8 (−1.8)                    | 31.8 (−0.1)                    | 37.3 (2.9)                     | 45.0 (7.2)                     | 53.4 (11.9)                    | 60.3 (15.7)                    | 62.1 (16.7)                    | 61.0 (16.1)                    | 55.3 (12.9)                    | 45.7 (7.6)                     | 35.9 (2.2)                     | 29.7 (−1.3)                    | 45.5 (7.5)                     |
| أدنى درجة حرارة °ف (°م)                                            | 0 (−18)                        | 0 (−18)                        | 10 (−12)                       | 20 (−7)                        | 26 (−3)                        | 40 (4)                         | 47 (8)                         | 46 (8)                         | 36 (2)                         | 18 (−8)                        | 8 (−13)                        | 0 (−18)                        | 0 (−18)                        |
| الهطول إنش (مم)                                                    | 0.50 (13)                      | 0.46 (12)                      | 0.38 (9.7)                     | 0.54 (14)                      | 1.31 (33)                      | 1.98 (50)                      | 2.85 (72)                      | 2.91 (74)                      | 2.27 (58)                      | 1.35 (34)                      | 0.54 (14)                      | 0.55 (14)                      | 15.64 (397)                    |
| متوسط تساقط الثلوج إنش (سم)                                        | 1.2 (3.0)                      | 0.7 (1.8)                      | 0.3 (0.76)                     | 0.1 (0.25)                     | 0.0 (0.0)                      | 0.0 (0.0)                      | 0.0 (0.0)                      | 0.0 (0.0)                      | 0.0 (0.0)                      | 0.2 (0.51)                     | 0.5 (1.3)                      | 1.0 (2.5)                      | 3.9 (9.9)                      |
| متوسط أيام هطول الأمطار (≥ 0.001 in)                               | 2.66                           | 2.23                           | 2.14                           | 2.15                           | 4.49                           | 6.48                           | 8.69                           | 8.27                           | 6.88                           | 4.20                           | 2.35                           | 2.60                           | 54.30                          |
| المصدر: Western Regional Climate Center، Desert Research Institute |                                |                                |                                |                                |                                |                                |                                |                                |                                |                                |                                |                                |                                |